# Niobafia
Niobafia is een geslacht van kreeftachtigen uit de klasse van de Malacostraca (hogere kreeftachtigen).

## Soort
- Niobafia erosa (Miers, 1879)